# مقاطعة برن
مقاطعة برن (بالصومالية: Degmada Badhan)‏ هي إحدى مقاطعات محافظة سناج في الصومال، عاصمتها برن.

## التركيبة السكانية
يعيش في مقاطعة برن بشكل رئيسي عشيرة ورسنغلي المنحدرة من هارتي دارود بجانب أقلية من عباس موسى من عشير در.